# 茹鳴鳳
茹鳴鳳（1487年—？年），字瑞父，號同泉，太醫院醫籍，南直隶常州府無錫縣人，明朝政治人物。

## 生平
治《詩經》，由國子生中式弘治十七年（1504年）順天府鄉試第六十四名舉人，正德三年（1508年）戊辰科會試第一百八十四名，第二甲第三十五名進士。初授南京户部主事，嘉靖元年（1522年）官河南新乡县知县。曾任赵王府長史，官至光禄寺丞。

## 家族
曾祖茹文中，壽官。祖茹吉。父茹海。前母谢氏，母吴氏。严侍下，兄茹鸣玉（贡士）、茹鸣鸾、弟茹鸣金。